# Arne Biörnstad
Arne Biörnstad, född 22 maj 1924 i Stockholm, död 8 april 2012 i Matteus församling, Stockholm, var en svensk museiman.
Arne Biörnstad blev filosofie kandidat vid Stockholms högskola 1953 och filosofie licentiat där 1954. Åren 1952–1963 var han anställd vid Nordiska museet i Stockholm, där han blev förste intendent vid kulturhistoriska avdelningen för Stiftelsen Skansen 1964. Han publicerade skrifter i kulturhistoriska ämnen. Mellan 1950 och 1967 var han ledamot av Skönhetsrådet. Mellan 1967 och 1970 var han stormästare i Par Bricole. År 1974 mottog Biörnstad Samfundet S:t Eriks plakett.
Arne Biörnstad var son till försäkringsdirektören Arne Biörnstad och Dicki, född Dickmann, samt brorson till skådespelaren Lillemor Biörnstad. År 1952 gifte han sig med arkeologen Margareta Biörnstad, som var dotter till Per Edvin Sköld och riksantikvarie 1987–1993. Makarna är gravsatta på Galärvarvskyrkogården i Stockholm.